# Jerzy Poksiński

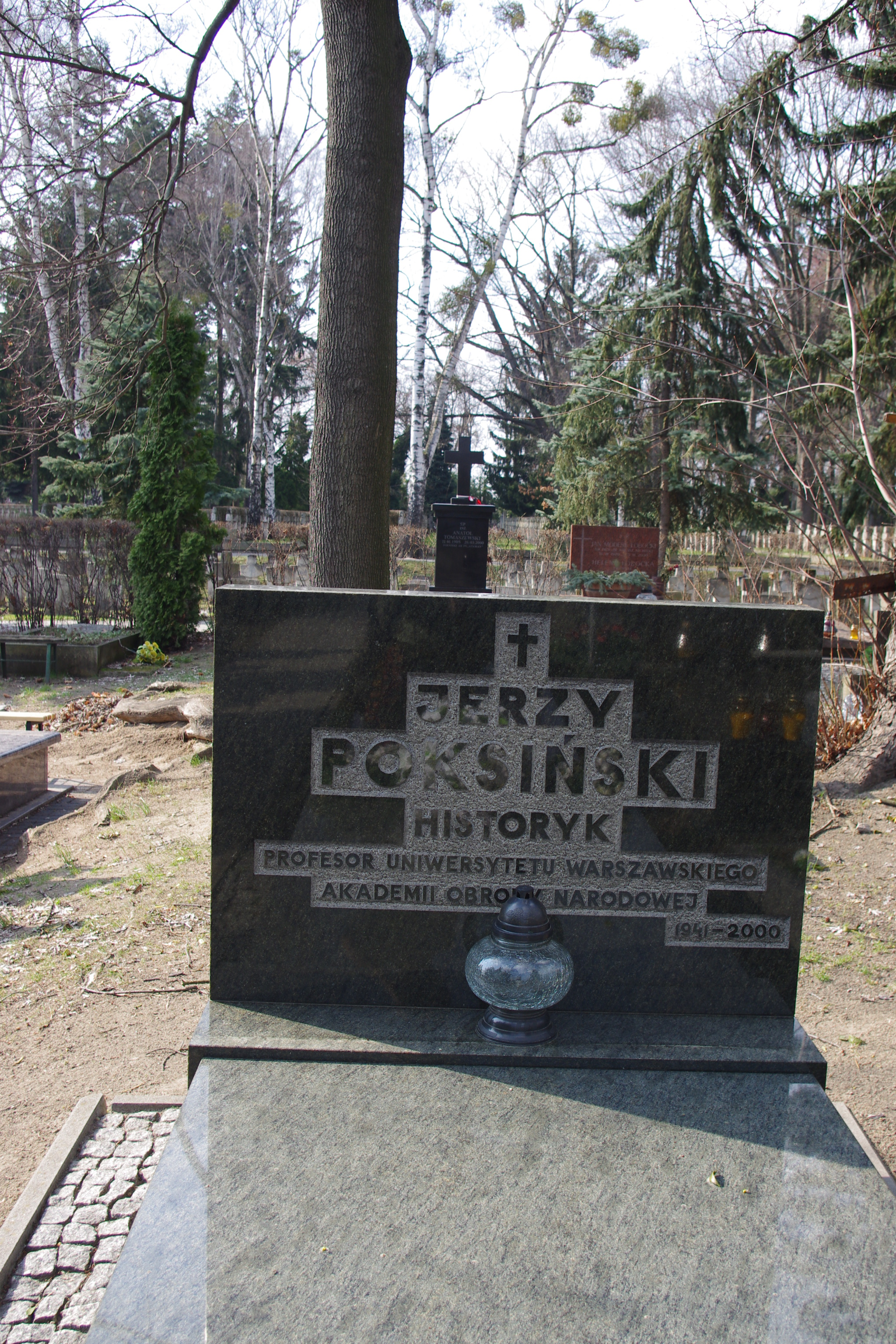
Grób historyka Jerzego Poksińskiego na Cmentarzu Wojskowym na Powązkach w Warszawie

Jerzy Poksiński (ur. 9 grudnia 1941, zm. 12 czerwca 2000) – polski historyk, badacz dziejów polskiej wojskowości w czasach stalinowskich.

## Życiorys
W 1964 ukończył studia historyczne na Uniwersytecie Mikołaja Kopernika w Toruniu. Od 1970 był zawodowym wojskowym. W 1981 obronił pracę doktorską i rozpoczął pracę jako adiunkt w Wojskowej Akademii Politycznej. W II połowie lat 80. został pracownikiem Wojskowego Instytutu Historycznego, poświęcił się badaniom nad polityką władz komunistycznych PRL wobec wojska. W 1994 habilitował się na podstawie pracy „TUN”. Tatar, Utnik, Nowicki opublikowanej w 1992. Tej samej tematyce poświęcił także książki Victis honos. „Spisek w wojsku” i My, sędziowie nie od Boga.... Od 1994 był profesorem w Akademii Obrony Narodowej w Warszawie, a od 1997 równocześnie na Uniwersytecie Warszawskim. Opracowywany przez niego tom dokumentów Kierownictwo PPR i PZPR wobec wojska. 1944–1956 został opublikowany pośmiertnie w 2003, przygotowany przez Aleksandra Kochańskiego i Krzysztofa Persaka. Pochowany na cmentarzu Powązki Wojskowe w Warszawie (kwatera EII-10-8).
W 2000 otrzymał pośmiertnie Krzyż Kawalerski Orderu Odrodzenia Polski.

## Książki
- „TUN”. Tatar-Utnik-Nowicki (1992)
- Victis honos. „Spisek w wojsku” (1994)
- „My, sędziowie, nie od Boga...”: z dziejów Sądownictwa Wojskowego PRL 1944–1956: materiały i dokumenty (1996)